# Папський примат

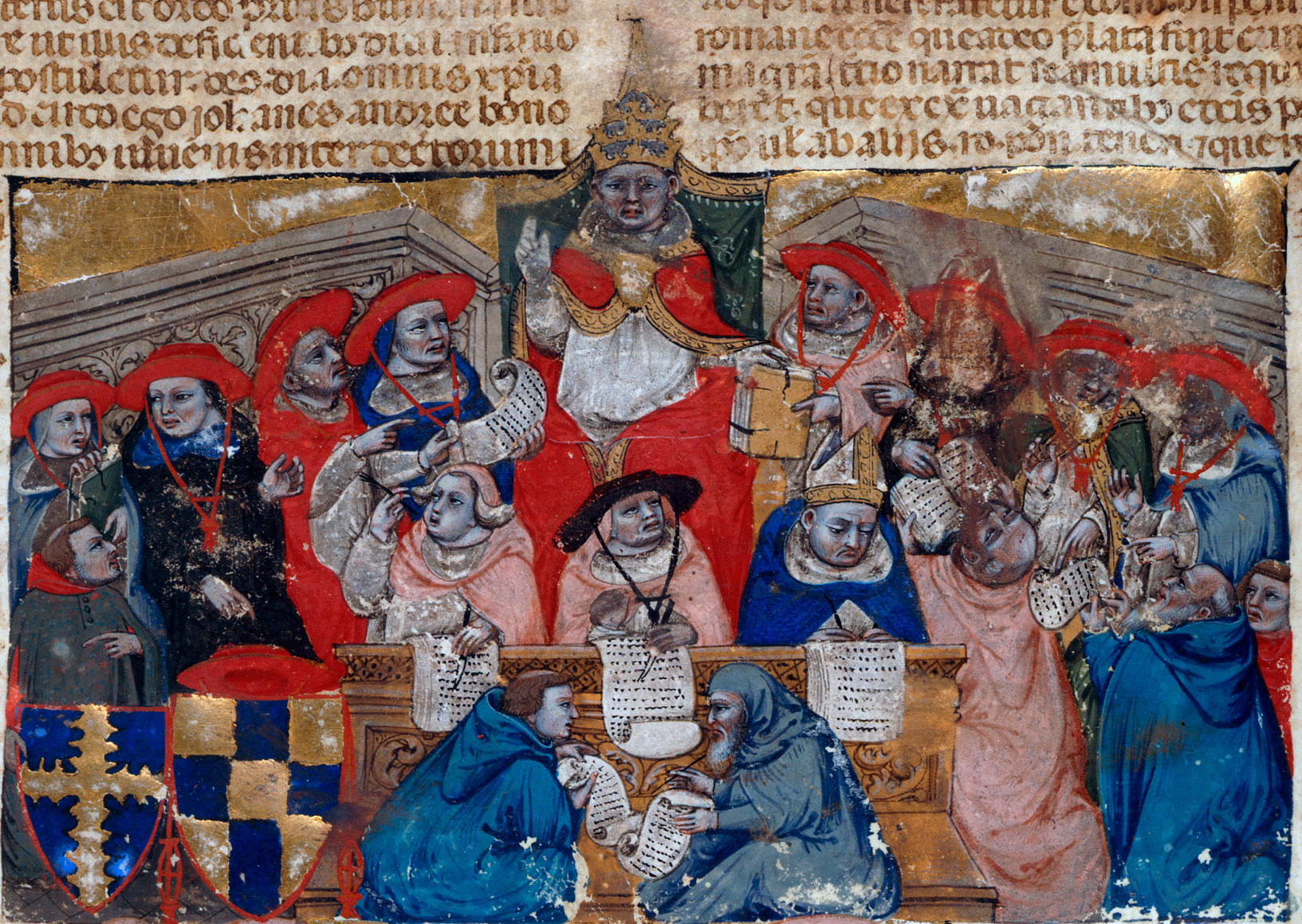
Боніфацій VIII та його кардинали. Ілюстрація видання Декреталій 14-го століття

Папський примат, також відомий як першість єпископа Риму, є християнською еклезіологічною доктриною щодо поваги та авторитету, що належить Папі з боку інших єпископів та їхніх єпископських престолів.
Французький східно-православний дослідник Жан-Клод Ларше відзначив його разом із полемікою Filioque, як першопричину розколу між Католицькою церквою та Східною православною церквою. У Східних православних церквах дехто розуміє, що першість єпископа Риму є лише більшою честю, розглядаючи його як primus inter pares («перший серед рівних») без ефективної влади над іншими церквами. 
Католицька церква приписує примату Папи «повну, верховну та універсальну владу над усією церквою, владу, яку він завжди може безперешкодно здійснювати» , владу, яку вона також приписує всьому об’єднанню єпископів. з папою.  Влада, яку він приписує первинній владі Папи, має офіційні, юридичні, догматичні та практичні обмеження.
У Равенському документі, виданому в 2007 році, представники Православної церкви та Католицької церкви спільно заявили, що і Схід, і Захід визнають першість Риму на всесвітньому рівні, але існують розбіжності у розумінні того, як має здійснюватися першість. і про його біблійні та богословські основи. 

## Догматика в Латинській та Східній католицькій церкві
Католицька догма про примат єпископа Риму кодифікована в обох кодексах канонічного права Католицької Церкви. – Кодекс канонічного права Латинської церкви 1983 року (CIC 1983 року) і Кодекс канонів східних церков (CCEO) Східних католицьких церков 1990 року. Догматична конституція Другого Ватиканського собору 1964 року Lumen gentium (LG) проголошувала, що «влада папи примату» є «в силу його посади, тобто як намісника Христа та пастора всієї церкви», і є «повною, верховну і вселенську владу над церквою», яку він «завжди вільний здійснювати». Першість єпископа Риму, згідно з Джоном Хардоном у Catholic Dictionary, є «приматом юрисдикції, що означає володіння повною та найвищою владою, законодавчою та священною владою в католицькій церкві»; це авторитет «не тільки у вірі та моралі, але й у церковній дисципліні та в управлінні церквою».
У каноні 331 1983 CIC року «єпископ Римської церкви» є одночасно «вікарієм Христа» і «пастирем вселенської Церкви на землі».  Кнут Вальф у «Новому коментарі до Кодексу канонічного права » зазначає, що цей опис «єпископ Римської церкви» зустрічається лише в цьому каноні, а термін « Римський понтифік » зазвичай використовується в 1983 CIC .  Ернест Капаррос та ін. Кодекс канонічного права з коментами коментує, що цей канон стосується всіх осіб і груп вірних у Латинській церкві, усіх обрядів та ієрархічних рангів, «не тільки в питаннях віри та моралі, але й у всьому, що стосується дисципліни та управління церква в усьому світі». Генріх Денцінгер, Петер Гюнерман та ін. Enchiridion symbolorum (DH) стверджує, що Христос не сформував Церкву як декілька окремих громад, а об’єднався через повне спілкування з єпископом Риму та сповідування однієї віри з єпископом Риму.
Єпископ Риму є суб'єктом верховної влади над східними католицькими церквами sui iuris. У каноні 45 CCEO єпископ Риму має «в силу своєї посади» як «владу над усією Церквою», так і «примат звичайної влади над усіма єпархіями та їх групами» в кожній зі Східних католицьких церков. Через посаду «верховного пастиря церкви» він перебуває у спілкуванні з іншими єпископами та з усією Церквою і має право вирішувати, чи виконувати цю владу особисто чи колегіально. Це «примат над усією Церквою» включає першість над східно-католицькими патріархами та єпархіальними єпископами, над управлінням інститутами богопосвяченого життя та над судовими справами.
Примат єпископа Риму також був кодифікований у «Кодексі канонічного права» 1917 року (1917 CIC), канонах 218–221. 

## Розвиток доктрини
Католицька церква базує свою доктрину про першість папи на першості серед апостолів, яку Ісус дав Петру в Матвій 16:16-19 : 
і в Іоанні 21:15–17 : «Паси моїх ягнят [. . . ] Паси моїх овець».
Визнаючи, що «Новий Завіт не містить жодного явного запису про передачу керівництва Петра; а також передачу апостольської влади загалом дуже чітко»,  він вважає, що його вчення має історію розвитку і що його вчення про такі питання оскільки Трійця, божественність Христа і з’єднання двох його природ в одній особі розвинулися в результаті витягування з первісної об’явленої істини наслідків, які спочатку не були очевидними: «Завдяки допомозі Святого Духа, розуміння як реалій, так і слів спадщини віри може зростати в житті Церкви «через споглядання та вивчення віруючих, які розмірковують над цим у своєму серці»; це, зокрема, «теологічні дослідження [які] поглиблює знання відкритої істини'»

### Еволюція попередньої традиції встановила, що і Петро, і Павло є предками єпископів Риму, від яких вони отримали посаду головного пастиря (Петро) і верховної влади в доктрині (Павло).[19]Щоб встановити її першість серед церков західної половини імперії, єпископи Риму спиралися на лист, написаний Інокентієм I до єпископа Губбіо в 416 році, щоб показати, як було встановлено підпорядкування Риму. Оскільки Петро був єдиним апостолом (не згадується про Павла), який працював на Заході, то єдиними особами, які заснували церкви в Італії, Іспанії, Галлії, Сицилії, Африці та на Західних островах, були єпископи, призначені Петром або його наступниками. У такому випадку всі збори повинні були дотримуватися правил, встановлених у Римі.[20]

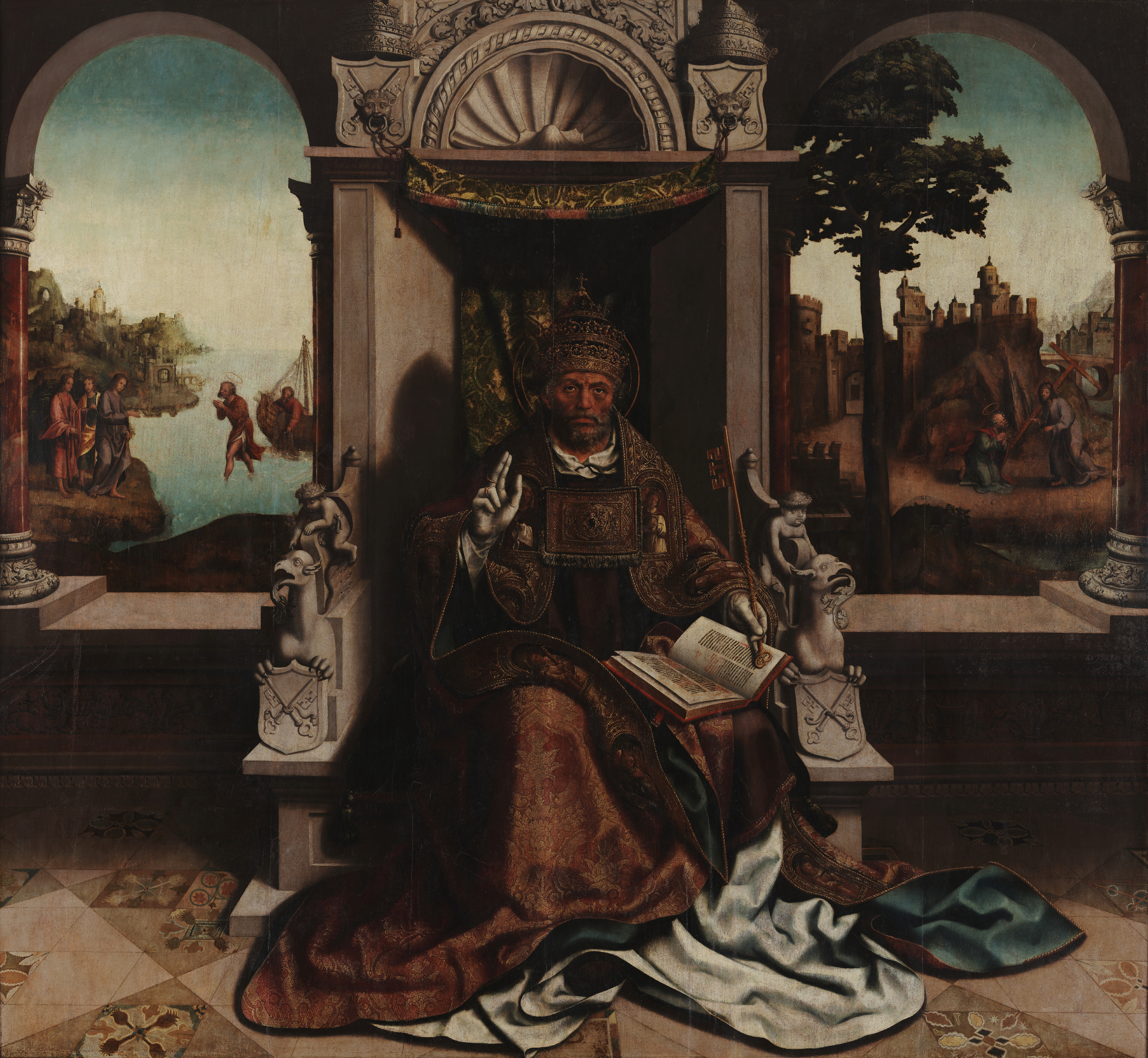
Святий Петро, бл. 1529, Грао Васко ; Петро зображений у повних папських регаліях

Через його асоціацію з передбачуваним становищем Петра серед апостолів, функція, яку в Католицькій Церкві виконує єпископ Риму серед єпископів в цілому, називається функцією Петра і зазвичай вважається божественного інституту в тому сенсі, що історичні та соціологічні фактори, які вплинули на його розвиток, розглядаються як керовані Святим Духом. Не всі католицькі богослови бачать особливе провидіння як відповідальне за результат, але більшість вважає папство, незалежно від його походження, важливим для структури Церкви. 
Присутність Петра в Римі, чітко не підтверджена в Новому Завіті, але узгоджена з ним, чітко стверджується Климентом Римським, Ігнатієм Антіохійським, Іренеєм Ліонським та іншими ранньохристиянськими письменниками – і жодне інше місце ніколи не претендувало на таке. місце його смерті.  Ті самі свідки стверджують, що Петро був фактичним засновником Римської Церкви , але не її засновником у сенсі започаткування там християнської громади.  Вони також говорять про Петра як про того, хто започаткував його єпископську спадкоємність,  але говорять про Ліна як про першого єпископа Риму після Петра, хоча деякі сьогодні вважають, що християни в Римі не створили єдиної об’єднаної громади під єдиний вождь до ІІ ст. 

##### Роль Павла у заснуванні Римської церкви
Іриней Ліонський (189 р. н.е.) писав, що Петро і Павло заснували Церкву в Римі і призначили Папу Ліна на посаду єпископату, що стало початком спадкоємності римського престолу.  Хоча запровадження християнства не було завдяки їм, «прибуття, служіння і особливо мученицькі смерті Петра і Павла були найважливішими подіями, які справді становили Римську Церкву. Саме з їхнього часу, а не раніше, виникла впорядкована і гідно висвячена престолонаслідування єпископів»  .

## Історичний розвиток

### Квартодециманська полеміка
Квартодециманська полеміка виникла через те, що християни римської провінції Азія (Західна Анатолія) святкували Великдень у весняний повний місяць, як юдейський Песах, тоді як церкви на Заході дотримувалися практики святкування його в наступну неділю («день св. воскресіння нашого Спасителя»). 
У 155 р. Анікет, єпископ Риму, очолив церковну раду в Римі, на якій були присутні низка єпископів, включаючи Полікарпа, єпископа Смирни. Хоча на соборі не вдалося дійти згоди з цього питання, церковне спілкування було збережено.  Через покоління синоди єпископів у Палестині, Понті та Осріні на сході, а також у Римі та Галлії на заході одноголосно проголосили, що святкування має відбуватися виключно в неділю. У 193 р. Віктор, єпископ Риму, головував на соборі в Римі, а згодом надіслав листа з цього приводу до Полікрата Ефеського та церков римської провінції Азія. 
Того ж року Полікрат очолив собор в Ефесі, на якому були присутні кілька єпископів з усієї провінції, що відкинуло владу Віктора і підтримувало пасхальну традицію провінції.  Після цього Віктор спробував відірвати Полікрата та інших, які зайняли цю позицію від спільної єдності, але пізніше змінив своє рішення після того, як єпископи, серед яких був Іриней Ліонський у Галлії, заступилися та рекомендували Віктору зайняти більш толерантну позицію його попередник Анікет. 
Деякі посилаються на цей випадок, як на перший приклад надмірного захоплення з боку єпископа Риму та опору такому з боку східних церков. Лоран Кленеверк припускає, що це може бути першою тріщиною між Східною та Західною церквами. За словами Джеймса МакКью, загроза відлучення Віктора від церкви була «внутрішньодіоцезіальною справою» між двома місцевими церквами і не стосувалася вселенської церкви.

### Перший Нікейський собор
Перший Нікейський собор був скликаний римським імператором Костянтином I в 325 році. Канон IV стверджує: «Єпископа мають обирати всі єпископи провінції або принаймні три з них особисто, решта дадуть свою згоду листом; але цей вибір має бути підтверджений митрополитом».  Карл Йозеф фон Гефеле каже, що це, ймовірно, було у відповідь на випадок Мелітія з Лікополіса, який «призначив єпископів без згоди інших єпископів провінції та без схвалення митрополита Олександрійського, і таким чином спричинив розкол. Цей канон мав на меті запобігти повторенню подібних зловживань»  .

### Перший Константинопольський собор та його контекст

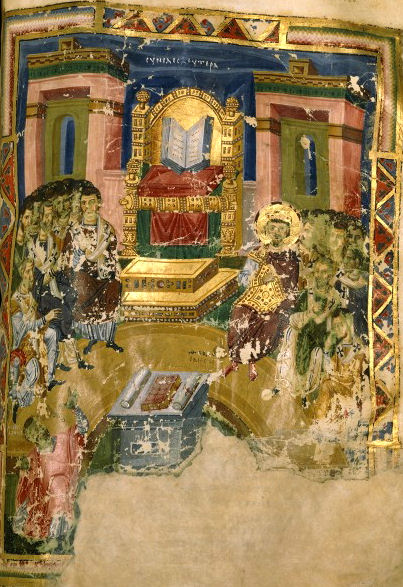
Рання рукописна ілюстрація Першого Константинопольського собору

Подія, яку часто вважають першим конфліктом між Римом і Константинополем, була спровокована підвищенням Константинопольської кафедри на почесну позицію, що займає друге місце після Риму на тій підставі, що, як столиця Східної Римської імперії, він тепер був «Новим Римом».  Це було оприлюднено на Першому Константинопольському соборі (381) канон 3, який постановив: «Однак єпископ Константинополя має прерогативу честі після єпископа Риму, оскільки Константинополь є Новим Римом».
Зростаюча участь східних імператорів у церковних справах та просування Константинопольського престолу над престолами Антіохії, Олександрії та Єрусалима привели до того, що наступні єпископи Риму спробували чіткіше визначити своє церковне становище по відношенню до інших єпископів. Перше задокументоване використання опису святого Петра, як першого єпископа Риму, а не як апостола, який доручив кафедру першому єпископу, датується 354 роком, а фраза «Апостольський Престол», яка відноситься до того самого апостола, почало використовуватися виключно для Римського престолу, що також зустрічається в Актах Халкедонського Собору. З часів папи Дамаса текст Матвія 16:18 («Ти Петро, і на цій скелі Я збудую мою церкву») використовується для підтримки першості Риму. Папа Інокентій I (401–417) стверджував, що всі основні справи повинні бути залишені за Римським престолом і писав: «Всі повинні зберегти те, що Петро, князь апостолів, передав церкві в Римі і над чим вона наглядала досі, і не можна додавати чи вводити нічого, що не має цих повноважень або що походить звідкись ще». Папа Боніфацій I (418–422) заявив, що Римська церква стоїть для церков у всьому світі «як голова членів», заяву, яку повторили делегати Папи Лева I на Халкедонському соборі 451 року.

#### Відносини з єпископами інших міст
Окрім Риму, Єрусалим також мав високий престиж у ранній Церкві, оскільки там відбулися Розп’яття та Воскресіння Ісуса і внаслідок Єрусалимського Собору І століття. Послідовників Ісуса вперше називали «християнами» в Антіохії і разом з Олександрією мали важливе значення в думці ранньої Церкви. Важливо, однак, зазначити, що три головні апостольські престоли ранньої церкви (тобто Антіохійський престол, Олександрійський престол і Римський престол) були безпосередньо пов’язані з Петром. До того, як стати єпископом Риму, Петро був єпископом Антіохії. Крім того, його учень Марк заснував церкву в Олександрії.

#### Лев І
Вчення про sedes apostolica (апостольський престол) стверджує, що кожен єпископ Риму, як наступник Петра, володіє повною владою, наданою цій посаді, і що ця влада є непорушною на тій підставі, що вона була встановлена самим Богом і тому не прив’язана до жодної особи. Відповідно до норми римського права, згідно з якою юридичні права та обов’язки особи переходили до її спадкоємця, Папа Лев I (440–461) навчав, що він, як представник Петра, наслідував владу та владу Петра, і мав на увазі, що це через Петра інші апостоли отримали від Христа силу та стабільність. Лев стверджував, що апостол Петро продовжував розмовляти з християнською спільнотою через своїх наступників на посаді єпископа Риму. Папа Геласій I (492–496) заявив: «Престол блаженного апостола Петра має право розв’язувати те, що було зв’язано вироками будь-яких понтифіків будь-яким, оскільки воно має право судити всю церкву. Крім того, нікому не дозволено судити про його рішення, оскільки канони хотіли, щоб до нього можна було оскаржити з будь-якої частини світу, але нікому не дозволено оскаржити його».
Історико-юридичний розвиток «первенства римського понтифіка» від папи Григорія I (590–604) до папи Климента V (1305–1314) було доктринальною еволюцією у вірності depositum fidei (заклад віри).  

#### Реймський собор
У 1049 р. Реймський собор Римської церкви, скликаний Папою Левом IX, прийняв догматичну декларацію про примат римського понтифіка як наступника Петра: «declaratum est quod solus Romanae sedis pontifex universalis Ecclesiae Primas esset et Apostolicus " (дослівний переклад: «було оголошено, що тільки єпископ/понтифік Римського престолу є предстоятелем Вселенської Церкви і апостолом»). [ обговорювати ] 

### Указ імператора Фоки
Коли Фока посів візантійський престол у 602 році, єпископ Григорій I в Римській єпархії вихваляв Фоку як «відновника свободи» і називав його благочестивим і милосердним владикою. Тим часом Григорій I помер у 604 році, а також його наступник Сабініан у 606 році. Після майже року вакансії імператор Фока призначив Бонафіція III новим єпископом Риму 19 лютого 607 року нашої ери. Потім Фока через імперський указ римського уряду проголошує Боніфація III «главою всіх церков» і «вселенським єпископом». Фока передає титул «вселенського єпископа» з Константинопольської єпархії до Римської.  Боніфацій домагався і одержав указ Фоки, в якому він повторив, що «Престол блаженного апостола Петра має бути головою всіх Церков» і забезпечив, щоб титул «вселенського єпископа» належав виключно єпископу Риму. Цей акт фактично припинив спробу Константинопольського патріарха Киріака утвердитися як «вселенський єпископ».

### Велика Схизма
Суперечка про авторитет римських єпископів досягла апогею в 1054 році , коли легат Папи Лева IX відлучив Константинопольського патріарха Михаїла I Кіруларія. Однак Лев IX помер до того, як легат видав це відлучення, позбавивши легата його повноважень і тим самим зробивши відлучення технічно недійсним. Подібним чином, церемонія відлучення Льва IX, яку тоді здійснив Михайло I, була так само недійсною, оскільки не можна відлучити від церкви посмертно. Ця подія призвела до розколу церков грецького та латинського обряду.   Сама по собі вона не мала ефекту відлучення прихильників відповідних Церков, оскільки відлучення «око за око», навіть якби вони були дійсними, стосувалися б лише названих осіб. На момент відлучення багато сучасних істориків, у тому числі візантійських хроністів, не вважали цю подію значною. 

### Період після схизми

#### Другий Ліонський собор (1272-1274)
31 березня 1272 р. Папа Григорій X скликав Другий Ліонський собор, щоб виконати обіцянку візантійського імператора Михайла VIII Палеолога про возз'єднання Східної церкви із Заходом.   Бажаючи покінчити з розколом Сходу і Заходу, який розділив Рим і Константинополь, Григорій X відправив посольство до Михайла VIII, який відвоював Константинополь, поклавши кінець залишкам Латинської імперії на Сході.
29 червня 1274 року (свято Петра і Павла, патрональне свято пап) Григорій X відслужив Месу в церкві Святого Іоанна, де взяли участь обидві сторони. Собор проголосив, що Римська церква володіє «найвищим і повним приматом і владою над вселенською католицькою церквою».
Рада, здавалося б, пройшла успішно, але не забезпечила довготривалого вирішення розколу. Смерть  Михайла VIII Палеолога у грудні 1282 року. поклала край Ліонській унії. Його син і наступник Андронік II Палеолог відмовився від неї.

#### Реформація
Першість Папи знову було поставлено під сумнів у 1517 році, коли Мартін Лютер почав проповідувати проти кількох практик у католицькій церкві, включаючи зловживання деяких мандрівних братів, пов’язаних з індульгенціями. Коли папа Лев X відмовився підтримати позицію Лютера, той заявив про віру в «невидиму церкву» і назвав папу антихристом .
Відмова Лютера від примату Папи призвела до початку протестантської Реформації, під час якої численні протестантські течії відкололися від католицької церкви. Англіканська церква також відокремилася від католицької церкви в цей час, хоча з причин, відмінних від Мартіна Лютера та протестантів.

#### Перший Ватиканський Собор
Доктрина папської першості отримала подальший розвиток у 1870 р. на Першому Ватиканському соборі, де ультрамонтанство досягло перемоги над соборністю, проголосивши папську непогрішність (здатність папи визначати догми без помилок ex cathedra) і папське верховенство, тобто. верховна, повна, безпосередня й універсальна звичайна юрисдикція Папи.
У догматичній конституції Першого Ватиканського Собору Pastor aeternus проголошував, що «у розпорядженні Бога, Римська церква має перевагу звичайної влади над усіма іншими церквами». Цей собор також підтвердив догмат про непогрішність папи, вирішивши, що «непогрішність» християнської спільноти поширюється на самого Папу, принаймні, коли йдеться про віру.
Ватикан I визначив подвійне першість Петра — один у папському вченні про віру та мораль (харизма непогрішності), а другий — першість юрисдикції, що передбачає управління та дисципліну Церкви — підкорення йому і тому, що є необхідним для католицької віри і спасіння. 
Перший Ватиканський собор відкинув ідеї про те, що папські укази «не мають сили або цінності, якщо не підтверджені розпорядженням світської влади» і що рішення Папи можуть бути оскаржені на Вселенському соборі «як до влади, вищої, ніж Римський понтифік».
Пол Коллінз стверджує, що «(доктрина папського примату, сформульована Першим Ватиканський Собором) призвела до здійснення необмеженної папської влади і стала головним каменем спотикання в екуменічних відносинах з православними (які вважають це визначення єрессю) і протестантами». 
Вимушений передчасно розірвати світські політичні відносини у 1870 році, Ватиканський собор залишив після себе дещо незбалансовану еклезіологію. «У богослов’ї питання про першість папи було настільки на першому плані, що Церква постала, по суті, як централізована інституція, яку намагалися захищати, але яка має лише зовнішні зносини», — сказав кардинал Йозеф Ратцінгер (пізніший Папа Бенедикт XVI). . 

### Східно-православний погляд
Східна православна церква вважає єпископа Риму primus inter pares (першим серед рівних) .  Деякі теологи також вважають, що Петро — це скеля, про яку згадує Ісус у Матвії 16:18 . 
Однак східні православні стверджують, що ключі від царства були дані не лише Петру, а й усім апостолам однаково. Таке тлумачення, як стверджується,  було прийнято багатьма Отцями Церкви: Тертуліаном,  Іларієм Піктавійським,  Іоанном Златоустом,  Аврелієм Августином.     
Стверджували, що церковні собори не вважали папські рішення обов’язковими. Третій Вселенський Собор був скликаний, хоча Папа Целестин I вже засудив Несторія як єретика. Майкл Велтон, католик, навернений у православ’я, стверджує, що показує, що Собор не вважав папський осуд остаточним.  
Про це заявив католицький кардинал і теолог Ів Конгар

### Відносини у ХХІ столітті з іншими християнськими конфесіями
У документі «Відповіді на деякі питання щодо деяких аспектів доктрини про церкву» від 29 червня 2007 року Конгрегація доктрини віри повторила, що, на думку Католицької церкви, християнські громади, народжені в результаті протестантської Реформації, і які у відсутність апостольської спадкоємності в таїнстві чинів не є «церквами» у власному розумінні. Східно-християнські Церкви, які не перебувають у євхаристичному спілкуванні з Римом, такі як Східна православна церква, Орієнтальне Православ'я та Ассирійська церква Сходу, є церквами у власному розумінні та Церквами-сестрами Католицьких партикулярних церков, але через відносини з Папою, що є одним із внутрішніх конституційних принципів окремої Церкви, їм чогось не вистачає в їхньому стані, а з іншого боку існуючий поділ означає, що повнота універсальності, властива церкві, що керується наступником святого Петра та єпископами у відносинах з ним зараз не реалізується.

#### Зусилля для примирення

##### Міжнародна англікансько-римо-католицька комісія
У заяві англікансько-римо-католицької міжнародної комісії (ARCIC) у Венеції (1976 р.) зазначається, що служіння єпископа Риму серед його братів-єпископів було «інтерпретовано» як воля Христа для Його Церкви; його значення порівнювали «за аналогією» з положенням Петра серед апостолів.

##### Спільне богослужіння з архієпископом Кентерберійським
Під час спільного богослужіння під час першого офіційного візиту тодішнього архієпископа Кентерберійського Роберта Рансі до Ватикану, Рансі звернувся до англікан з проханням розглянути можливість прийняття папського першості в об’єднаній церкві. Водночас Папа Іван Павло ІІ наголосив, що його посада має бути більше, ніж номінальною. 

##### Ut unum sint
Іван Павло ІІ у своїй енцикліці 1995 року про прихильність до екуменізму запросив «пастирів і богословів» Церков і церковних спільнот, які не перебувають у євхаристичному спілкуванні з Католицькою церквою, запропонувати, як здійснювати папське першість у шляхи, які радше об’єднують. ніж ділять.

##### Спільна міжнародна комісія богословського діалогу
У жовтні 2007 року Спільна міжнародна комісія богословського діалогу між Римо-Католицькою Церквою та Православною Церквою погодилась, що Папа має першість серед усіх єпископів Церкви, що було загальновизнано обома церквами з часу Першого Константинопольського собору у 381 році (коли вони ще були однією Церквою), хоча розбіжності щодо масштабів його повноважень досі тривають.
У документі «проводиться аналогія між трьома рівнями спілкування: місцевим, регіональним та універсальним, кожен з яких має належним чином «перший» з роллю сприяння сопричастію, щоб обґрунтувати обґрунтування того, чому універсальний рівень також повинен мати першість. У ньому сформульовано принцип, що першість і соборність є взаємозалежними та взаємно необхідними». Говорячи про «братські стосунки між єпископами» протягом першого тисячоліття, він стверджує, що «ці відносини між самими єпископами, між єпископами та їхніми відповідними протоями (по-перше), а також серед самих протоїв у канонічному порядку (чині), засвідченому стародавньою Церквою, живили й зміцнювали церковне спілкування». У ньому зазначається, що обидві сторони погоджуються, «що Рим, як церква, яка «головує в любові», за висловом святого Ігнатія Антіохійського, займав перше місце в чині (ордені) і що єпископом Риму був, таким чином, прото (перший) серед патріархів. Однак вони розходяться щодо тлумачення історичних свідчень цієї епохи щодо прерогатив єпископа Риму як протоса, питання, яке вже по-різному розуміли в першому тисячолітті»;     і «хоча факт першості на універсальному рівні визнається як Сходом, так і Заходом, існують відмінності в розумінні щодо способу його здійснення, а також щодо його священних і теологічних основ». 
У вересні–жовтні 2008 року відбулась зустріч в Айос-Ніколаос, Крит, (редакционний комітет) тривали обговорення; у Пафосі, Кіпр, у жовтні 2009 р.;  та Відні, Австрія, у вересні 2010 року. Ігумен Філіп Рябих, заступник голови Відділу зовнішніх церковних зв’язків Російської православної церкви сказав:
Проект тексту 2008 року на тему «Роль єпископа Риму в сопричастності Церкви у першому тисячолітті», підготовлений Спільною міжнародною комісією з богословського діалогу між Католицькою Церквою та Православною Церквою, у 2010 році  віденська нарада попросила переглянути й доповнити. У цьому документі зазначається, що «католики та православні погоджуються, що з апостольських часів Римська церква була визнана першою серед помісних церков як на Сході, так і на Заході».  Обидві сторони погоджуються, що «примат Престолу передує першості його єпископів і є джерелом останнього». [спірно] У той час як на Заході «позиція єпископа Риму серед єпископів розумілася з точки зору позиції Петра серед апостолів, Схід радше сприймав кожного єпископа як наступника всіх апостолів, зокрема і Петра»; але ці досить різні розуміння «співіснували кілька століть до кінця першого тисячоліття, не викликаючи розриву спілкування». [спірно]

## Опозиція доктрині
Американський релігійний автор Стівен К. Рей, навернений у католицизм баптист, стверджує, що «Мало що в історії Церкви було б так гаряче оскаржувано, ніж першість Петра та Римського Престолу. Історія рясніє прикладами зневажання влади, і історія Церкви нічим не відрізняється»

### Протестантський погляд
Тема папства та його авторитету є однією з головних відмінностей між Католицькою Церквою та багатьма іншими християнськими деномінаціями. Для тих, хто дотримується вчення Sola scriptura, Біблія вважається єдиним авторитетом у християнській доктрині та теології.
Майкл Х. Кросбі, відомий фахівець з релігієзнавства, у своїй книзі «Відремонтуйте мій дім: стати католиком у «королівстві»» стверджує, що Матвія 16:18–19 не підтримує повноваження, дані Петру, і що ключі були дані не Петрові окремо, а для всієї церкви. Деякі переклади Біблії, як-от твори Іоана Золотоуста, вважали, що Ісус вважав проголошення Петра скелею і основою віри. У порівнянні з іншими католицькими перекладами, які говорять, що навіть якщо Петро є «скелею», це не підтримує виняткову владу.

### Аргументи опозиції від церковних соборів
- Жоден Вселенський собор не був скликаний папою; всі були призначені візантійськими імператорами. У творах Отців Церкви та Вселенських Соборах ніколи не йдеться про жодні папські вибори.[87] «Документи ранньої церкви ніколи не датувалися папою, і, безперечно, ранні отці ніколи не повинні були подавати свої приватні тлумачення на імприматур Ватикану». [88]
- Апіарій із Сікки, скинутий Урбаном, єпископом Сікки, за серйозну провину, звернувся до папи Зосима, який, зважаючи на порушення в єпископській процедурі, наказав відновити священика, а його єпископа притягнути до дисциплінарної відповідальності. Ймовірно роздратований, успіхом негідного священика, загальний синод Карфагена в травні 418 року заборонив звертатися «за море» клірикам, нижчих від єпископів. Визнаючи в тому, що було фактично повторенням попереднього африканського законодавства, виразом невдоволення з боку африканських єпископів, Папа Зосим відправив делегацію, щоб захистити своє право отримувати певні звернення, посилаючись на декрети, які, на його думку, були прийняті на Першому Соборі у Нікеї, але які насправді були канонами Сардикського собору . Африканські єпископи, які зустрічали легатів, не визнаючи ці укази Нікейськими, прийняли їх до перевірки. Це призвело до нудної затримки. Шістнадцятий Карфагенський собор відбувся у травні 419 року, і там знову були прийняті уявлення Зосими в очікуванні результату порівняння нікейських канонів у тому вигляді, в якому вони існували в Африці, в якій не були знайдені постанови, цитовані Папою, з Церкви Антіохійської, Олександрійської та Константинопольської. До кінця 419 року папа Боніфацій, який змінив Зосиму у грудні 418 року, був повідомлений, що східні кодекси не містять таких указів, але оскільки Апіарій тим часом розкаявся, то був призначений на новий напрямок роботи, і інтерес до цієї теми вщух.[89]

  Собор постановив, що жоден єпископ не може називати себе «Князем священиків» або «Верховним священиком» (Канон 39). Він також постановив, що якщо хтось із африканських священнослужителів не звернеться до африканської влади, а замість цього перетне Середземне море, щоб подати свою апеляцію до Риму, «так само буде ipso facto вигнано з духовенства». (Канон 105)  
- Халкидонський собор (451 р.): Собор постановив, що єпископи Риму та Константинополя були на рівних правах, користуючись «однаковими» церковними почестями (Канон 28).[95] Папа Лев I затвердив усі канони цієї ради, за винятком 28, який він вважав незаконним. [96] [97] Цей «Святий, Великий і Вселенський Собор» просто звертався до єпископа Риму як «архиєпископ Лев». [98] [99] [100]
- Другий Константинопольський собор (553 р.): «Папа Вігілій написав трактат для місцевого споживання, але П’ятий Вселенський собор негайно змусив цього римського єпископа відмовитися від своїх єретичних поглядів, і його наступник, папа Пелагій, офіційно схвалив це рішення Собору». [100] [101] [102]
- Третій Константинопольський Собор (680–681): Собор засудив Папу Гонорія посмертно «Анафемі Гонорію, єретика»[103] і повідомив живому тоді єпископу Риму, що його попередник «був офіційно анафематизований католицькою церквою: як єретик і грішник», і «як той, що відпав від віри».[100] [104]
- До Великої Схизми усі єпископи Риму вчили, що Вселенські собори були вище за будь-якого окремого єпископа, тому «немає жодної підстави говорити про папство чи навіть про піднесення папства в ці дні чи наступні».[100]

### Цитати
1. ↑  Larchet, 2006, с. 188.
2. ↑  Speciale, 2011.
3. ↑  Phan, 2000, с. 486—488.
4. ↑  Ravenna Document, 2007, nn. 43–44.
5. ↑  LG, n. 22.
6. ↑  Hardon, 2013, Primacy.
7. ↑  CIC, 1983, c. 331.
8. ↑  Walf, 2000, с. 431.
9. ↑  Caparros et al., 1993, с. 273.
10. ↑  DH, n. 3303.
11. ↑  DH, n. 3060.
12. ↑  CCEO, 1990, c. 43.
13. ↑  CCEO, 1990, c. 45.
14. ↑  CCEO, 1990, c. 92, c. 208.
15. 1 2  
CIC 1983; CCEO 1990.
16. ↑  
Bachofen 1918; Woywod 1948.
17. ↑  PA, ch. 1.
18. ↑  ARCIC I, 1981, n. 6.
19. ↑  Schimmelpfennig, 1992, с. 27.
20. ↑  Schimmelpfennig, 1992, с. 39.
21. ↑  Miller, 1980, с. 203.
22. 1 2 3  Farmer, 2004.
23. 1 2  O'Malley, 2010, с. 11.
24. ↑  Irenaeus та Against heresies 3.3.
25. ↑  Tajra, 1994, с. 180.
26. 1 2  Eusebius та Church history, 5.23.
27. 1 2 3  orthodoxanswers.org.
28. ↑  Eusebius та Church history, 5.25.
29. ↑  Cleenewerck, 2009, с. 155.
30. ↑  McCue, 1964.
31. 1 2  The Seven Ecumenical Councils of the Undivided Church, (Henry R. Percival, ed.), Vol XIV of Nicene and Post Nicene Fathers, 2nd series, (ed. Philip Schaff and Henry Wace), (repr. Edinburgh: T&T Clark; Grand Rapids MI: Wm. B. Eerdmans, 1988) Ця стаття містить текст з джерела, що зараз в суспільному надбанні.
32. ↑  Dvornik, 1966, с. 47.
33. ↑  Council of Chalcedon, c. 3.
34. ↑  Nichols, 2010, с. 203.
35. ↑  Nichols, 1997, с. 113.
36. ↑  Nichols, 2010, с. 202—203.
37. ↑  Ignatius та Letter to the Smyrnaeans, c. 8.
38. ↑  History of the Papacy. Religion Facts. 10 листопада 2015. Процитовано 30 травня 2016.
39. ↑  Nichols, 1997, с. 114.
40. ↑  McBrien, 2008, с. 99.
41. ↑  Nichols, 1997, с. 116.
42. ↑  Sanchez, 1968.
43. ↑  
Mansi Concilium Remense; Hourlier 1981.
44. ↑  Ekonomou, Andrew. Byzantine Rome and the Greek Popes. Lexington books, 2007
45. ↑  Apostate church organization: 588 - 606 AD: The final dog fight for control of the world!. www.bible.ca. Процитовано 23 жовтня 2021.
46. ↑  Шаблон:CE1913
47. ↑  D'Agostino, 2008.
48. ↑  Thompson, 1965.
49. ↑  Binns, John (2002). An Introduction to the Christian Orthodox Churches. Cambridge University Press. с. 203. ISBN 978-0-521-66738-8.
50. ↑  Wetterau, 1994.
51. ↑  Larson, 2003.
52. ↑  Collins, 1997.
53. ↑  Shaw, 2000.
54. ↑  Ware, 1993, с. 28, 47, 241.
55. ↑  Kesich, 1995, с. 47—48.
56. ↑  Webster.
57. ↑  Tertullian та On modesty, 21, par. 5.
58. ↑  Hilary та On the Trinity, n. 37.
59. ↑  John Chrysostom та On the Gospel of John, n. 2.
60. ↑  Augustine та On Christian doctrine, n. 17.
61. ↑  Augustine та On Gospel of John, n. 7.
62. ↑  Guettee, 1866, с. 175.
63. ↑  Augustine та Donatists, n. 45.
64. ↑  Augustine та On 1 John, cited in Whelton, (1998, с. 28)
65. ↑  Davis, 1990, с. 153.
66. ↑  Whelton, 1998, с. 59.
67. ↑  CDF, 2007.
68. ↑  ARCIC I, 1976.
69. ↑  Haberman, Clyde (1 жовтня 1989). Anglican Head Prays With the Pope in Rome. The New York Times (амер.). ISSN 0362-4331. Процитовано 15 квітня 2020.
70. ↑  UUS, nn. 95–97.
71. ↑  NAOCTC, 2009.
72. ↑  Ravenna Document, 2007, nn. 40–41.
73. ↑  
  -  Визначення терміна «πρώτοι (prótoi)» у Вікісловнику.
74. ↑  
  -  Визначення терміна «πρώτος (prótos)» у Вікісловнику.
75. ↑  
  -  Визначення терміна «τάξις (táksis)» у Вікісловнику.
76. ↑  Ravenna Document, 2007, n. 43.
77. ↑  catholicculture.org, 2007.
78. ↑  Colina, 2009.
79. ↑  Hovorun, 2010.
80. ↑  Crete Draft, 2008.
81. ↑  Crete Draft, 2008, n. 4.
82. ↑  Crete Draft, 2008, n. 9.
83. ↑  Crete Draft, 2008, nn. 20–22.
84. ↑  Ray, 1999, с. 11.
85. ↑  McCarthy, 1995, с. 240.
86. ↑  Carson, 1984, с. 368.
87. ↑  Schwerin, Philip. How the Bishop of Rome Assumed the Title of "Vicar of Christ" [South Central District Pastoral Conference; April 20-21, 1998] (PDF). Wisconsin Lutheran Seminary Digital Library. с. 3. Архів оригіналу (PDF) за 18 лютого 2020. Процитовано 10 червня 2022.
88. ↑  Peter J. Doeswyck D.D., Ecumenicalism and Romanism: Their Origin and Development, p94
89. ↑  CATHOLIC ENCYCLOPEDIA: Apiarius of Sicca. www.newadvent.org. Процитовано 28 березня 2020. Ця стаття містить текст з джерела, що зараз в суспільному надбанні.
90. ↑  Migne, Jacquies-Paul, Patrologia Latina, 50, 422-425
91. ↑  Mansi, Giovanni Domenico, Sacrorum Conciliorum Nova et Amplissima Collectio, 4, 515
92. ↑  How the Bishop of Rome Assumed the Title of "Vicar of Christ" [South Central District Pastoral Conference; April 20-21, 1998] (PDF). Wisconsin Lutheran Seminary Digital Library. с. 4—5. Архів оригіналу (PDF) за 18 Feb 2020.
93. ↑  Mansi, Giovanni Domenico, Sacrorum Conciliorum Nova et Amplissima Collectio, 4, 431
94. ↑  CHURCH FATHERS: Council of Carthage (A.D. 419). www.newadvent.org. Процитовано 23 вересня 2020.
95. ↑  Mansi, Giovanni Domenico, Sacrorum Conciliorum Nova et Amplissima Collectio, 6, 1229
96. ↑  Migne, Jacquies-Paul, Patrologia Latina, 54, 1038 & 1143
97. ↑  Matthews, Rupert (2019). The Popes: Every Question Answered. Thunder Bay Press. p. 50-51.
98. ↑  Migne, Jacquies-Paul, Patrologia Latina, 54, 951
99. ↑  Peter J. Doeswyck D.D., Ecumenicalism and Romanism: Their Origin and Development, pp. 18-19
100. 1 2 3 4  Schwerin, Philip. How the Bishop of Rome Assumed the Title of "Vicar of Christ" [South Central District Pastoral Conference; April 20-21, 1998] (PDF). Wisconsin Lutheran Seminary Digital Library. с. 5. Архів оригіналу (PDF) за 18 лютого 2020. Процитовано 10 червня 2022.
101. ↑  Migne, Jacquies-Paul, Patrologia Latina, 69, 143
102. ↑  Mansi, Giovanni Domenico, Sacrorum Conciliorum Nova et Amplissima Collectio, 9, 418
103. ↑  Mansi, Giovanni Domenico, Sacrorum Conciliorum Nova et Amplissima Collectio, 11, 635
104. ↑  Migne, Jacquies-Paul, Patrologia Latina,87, 1247